# Nakkawinininiwak
Nakkawinininiwak ('men of divers races') miješano pleme od Cree i Chippewa Indijanaca na rijeci Saskatchewan na Sjeverozapadnom teritoriku, Kanada. Bacqueville de la Potherie (u Hist. Am., i, 170, 1753) naziva ih Nakoukouhirinous.